# اللوتيتيوم (177Lu) فيبيفوتيد تيتراكسيتان
اللوتيتيوم (177Lu) فيبيفوتيد تيتراكسيتان(Lutetium (177Lu) vipivotide tetraxetan)،الذي يُباع تحت الاس6م التجاري بلوفيكتو(Pluvicto )، هو دواء مشع يستخدم لعلاج سرطان البروستاتا النقيلي المقاوم للإخصاء (mCRPC) وهو مستضد غشائي خاص بالبروستاتا (PSMA) إيجابي.  ويعطى عن طريق الحقن في الوريد. 
تشمل الآثار الجانبية الشائعة لهذا العلاج على؛التعب و جفاف الفم و الغثيان وانخفاض الهيموجلوبين و انخفاض الشهية و الإمساك.  قد تشمل الآثار الجانبية الأخرى التعرض للإشعاع، و تثبيط نخاع العظم، والعقم، و مشاكل في الكلى.  الاستخدام من قبل الذكور مع النساء الحوامل قد يضر الجنين.  يرتبط Vipivotide tetraxetan بالخلايا السرطانية التي تعبر عن PSMA بينما يدمر 177Lu المرفق الخلايا عن طريق إشعاع جسيمات بيتا. 
تمت الموافقة عليه للاستخدام الطبي في الولايات المتحدة في عام 2022.  وفي أكتوبر 2022، أوصت أوروبا كذلك بالموافقة عليه.  في الولايات المتحدة تبلغ التكلفة حوالي 45000 دولار أمريكي للجرعة الواحدة اعتبارًا من عام 2022. 